# Fabian Piasecki
Fabian Piasecki (Breslavia, 4 maggio 1995) è un calciatore polacco, attaccante del Piast Gliwice.

## Caratteristiche tecniche
È una prima punta dotata di un ottimo fiuto del gol. Può giocare sia come unico attaccante, sia in un attacco a due. In passato ha anche giocato da esterno di centrocampo, o come trequartista.

## Carriera

### Club
Cresciuto nelle giovanili del Górnik Zabrze, Piasecki esordisce nel professionismo all'età di diciotto anni con la maglia del Rozwój Katowice, in II liga, terza divisione del campionato polacco. Dopo aver totalizzato nove presenze torna alla base, esordendo in massima serie a venti anni nella trasferta di Białystok persa dai suoi per tre a due.
Dopo un paio di stagioni in cui non riesce a trovare molto spazio decide di lasciare il Górnik per firmare con l'Olimpia Zambrów, militante in II liga. Grazie ai tredici gol messi a segno in ventotto gare, Piasecki attira l'attenzione del Miedź Legnica, che decide di acquistarlo. Con la maglia del Miedź centra una storica promozione in Ekstraklasa, raggiunta anche grazie alle sue reti.
Nella massima divisione nazionale, tuttavia, non riesce a ripetersi, nonostante giochi gran parte della stagione da titolare. È costretto a fare ritorno in I liga, stavolta con la maglia dello Zagłębie Sosnowiec, grazie al quale si laurea capocannoniere del torneo con diciassette marcature in trentadue gare.
Questo traguardo lo porta allo Śląsk Wrocław, squadra della sua città natale, con la quale debutta il 16 agosto 2020. Pochi giorni più tardi, in occasione della prima giornata di campionato, Piasecki realizza il suo primo gol con la nuova maglia nel match interno vinto contro il Piast Gliwice.

### Nazionale
Ha giocato nella nazionale polacca Under-18.

## Statistiche

### Presenze e reti nei club
Statistiche aggiornate al 4 aprile 2022.
| Stagione               | Squadra                | Campionato             | Campionato | Campionato | Coppe nazionali | Coppe nazionali | Coppe nazionali | Coppe continentali | Coppe continentali | Coppe continentali | Altre coppe | Altre coppe | Altre coppe | Totale | Totale |
| Stagione               | Squadra                | Comp                   | Pres       | Reti       | Comp            | Pres            | Reti            | Comp               | Pres               | Reti               | Comp        | Pres        | Reti        | Pres   | Reti   |
| ---------------------- | ---------------------- | ---------------------- | ---------- | ---------- | --------------- | --------------- | --------------- | ------------------ | ------------------ | ------------------ | ----------- | ----------- | ----------- | ------ | ------ |
| 2013-2014              | Rozwój Katowice        | 2L                     | 9          | 0          | -               | -               | -               | -                  | -                  | -                  | -           | -           | -           | 9      | 0      |
| 2014-2015              | Górnik Zabrze          | E                      | 3          | 0          | -               | -               | -               | -                  | -                  | -                  | -           | -           | -           | 3      | 0      |
| 2015-2016              | Górnik Zabrze          | E                      | 2          | 0          | PP              | 1               | 0               | -                  | -                  | -                  | -           | -           | -           | 3      | 0      |
| Totale Gornik Zabrze   | Totale Gornik Zabrze   | Totale Gornik Zabrze   | 5          | 0          |                 | 1               | 0               |                    | -                  | -                  |             | -           | -           | 6      | 0      |
| 2016-2017              | Olimpia Zambrów        | 2L                     | 28         | 13         | -               | -               | -               | -                  | -                  | -                  | -           | -           | -           | 28     | 13     |
| 2017-2018              | Miedź Legnica          | 1L                     | 23         | 9          | PP              | 1               | 0               | -                  | -                  | -                  | -           | -           | -           | 24     | 9      |
| 2018-2019              | Miedź Legnica          | E                      | 28         | 1          | PP              | 3               | 0               | -                  | -                  | -                  | -           | -           | -           | 31     | 1      |
| Totale Miedz Legnica   | Totale Miedz Legnica   | Totale Miedz Legnica   | 51         | 10         |                 | 4               | 0               |                    | -                  | -                  |             | -           | -           | 55     | 10     |
| 2019-2020              | Zagłębie Sosnowiec     | 1L                     | 32         | 17         | PP              | 0               | 0               | -                  | -                  | -                  | -           | -           | -           | 32     | 17     |
| 2020-2021              | Śląsk Breslavia        | E                      | 26         | 4          | PP              | 1               | 0               | -                  | -                  | -                  | -           | -           | -           | 27     | 4      |
| lug.-ago. 2021         | Śląsk Breslavia        | E                      | 5          | 1          | PP              | 1               | 0               | EL                 | 6                  | 2                  | -           | -           | -           | 12     | 3      |
| ago. 2021-gen. 2022    | Stal Mielec            | E                      | 13         | 4          |                 | -               | -               | -                  | -                  | -                  | -           | -           | -           | 13     | 4      |
| gen.2022               | Śląsk Breslavia        | E                      | 7          | 2          |                 | -               | -               |                    | -                  | -                  | -           | -           | -           | 7      | 2      |
| Totale Slask Breslavia | Totale Slask Breslavia | Totale Slask Breslavia | 38         | 7          |                 | 2               | 0               |                    | 6                  | 2                  |             | -           | -           | 46     | 9      |
| Totale carriera        | Totale carriera        | Totale carriera        | 176        | 51         |                 | 7               | 0               |                    | 6                  | 2                  |             | -           | -           | 189    | 53     |

## Palmarès

### Club

#### Competizioni nazionali
- Supercoppa di Polonia: 1

Raków Częstochowa: 2022
- Campionato polacco: 1

Raków Częstochowa: 2022-2023

### Individuale
- Capocannoniere del campionato polacco di seconda divisione: 1

2019-2020 (17 reti)